# Alford (Florida)
Alford è un comune degli Stati Uniti d'America, situato in Florida, nella Contea di Jackson.